# Tiro con l'arco ai III Giochi olimpici giovanili estivi
Le gare di tiro con l'arco ai III Giochi olimpici giovanili estivi sono state disputate al Parque Sarmiento di Buenos Aires dal 12 al 17 ottobre 2018.

## Podi
| Evento                | Oro                                                   | Argento                                             | Bronzo                                    |
| Individuale maschile  | Trenton Cowles                                        | Akash Akash                                         | Senna Roos                                |
| Individuale femminile | Zhang Mengyao                                         | Elia Canales                                        | Son Yeryeong                              |
| A squadre miste       | Squadra mista Kyla Touraine-Helias Jose Manuel Solera | Squadra mista Agustina Giannasio Aitthiwat Soithong | Squadra mista Quinn Reddig Trenton Cowles |